# Meinhard von Gerkan
Meinhard von Gerkan, né le 3 janvier 1935 à Riga et mort le 30 novembre 2022 à Hambourg, est un architecte allemand.

## Biographie

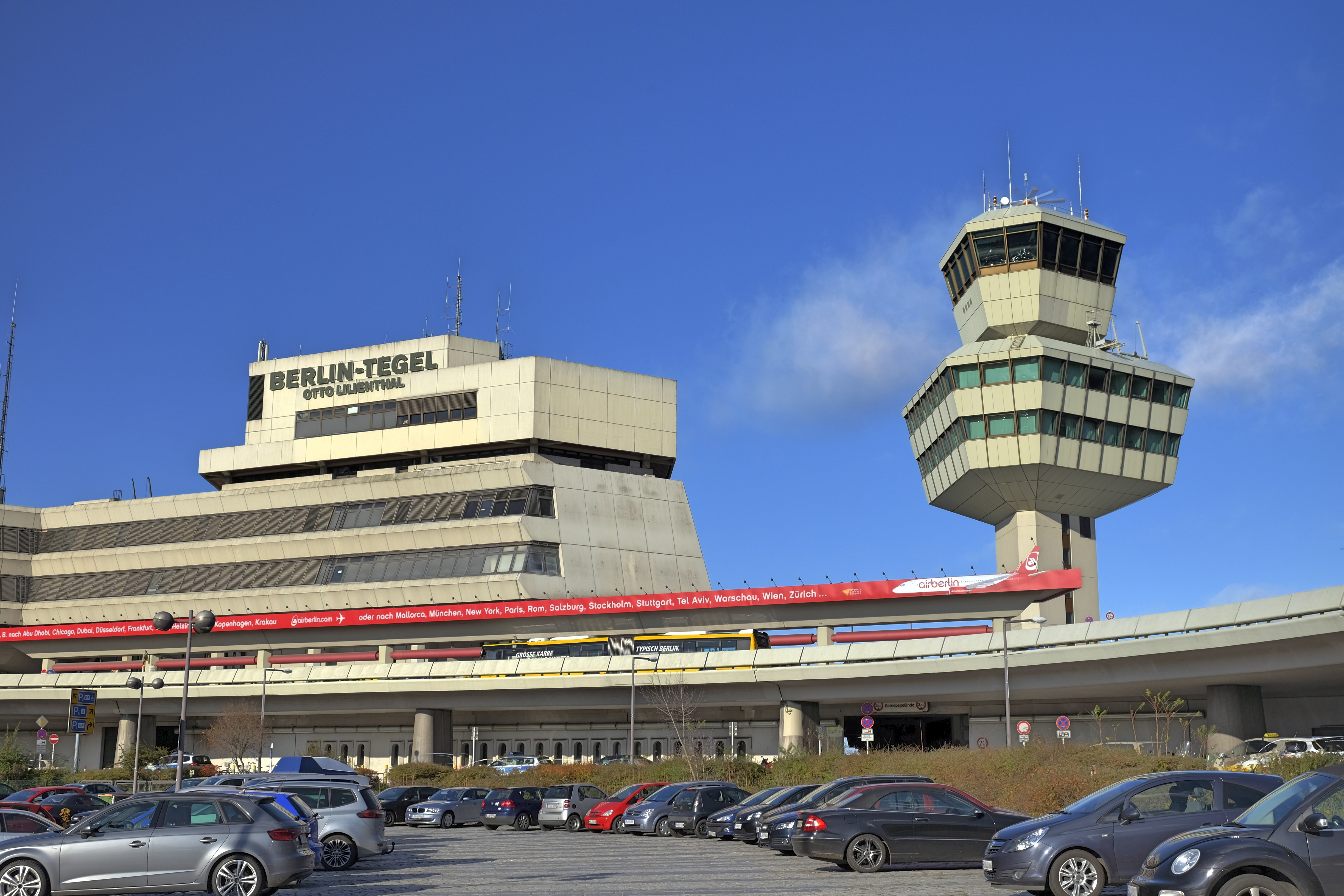
Aéroport de Berlin-Tegel.

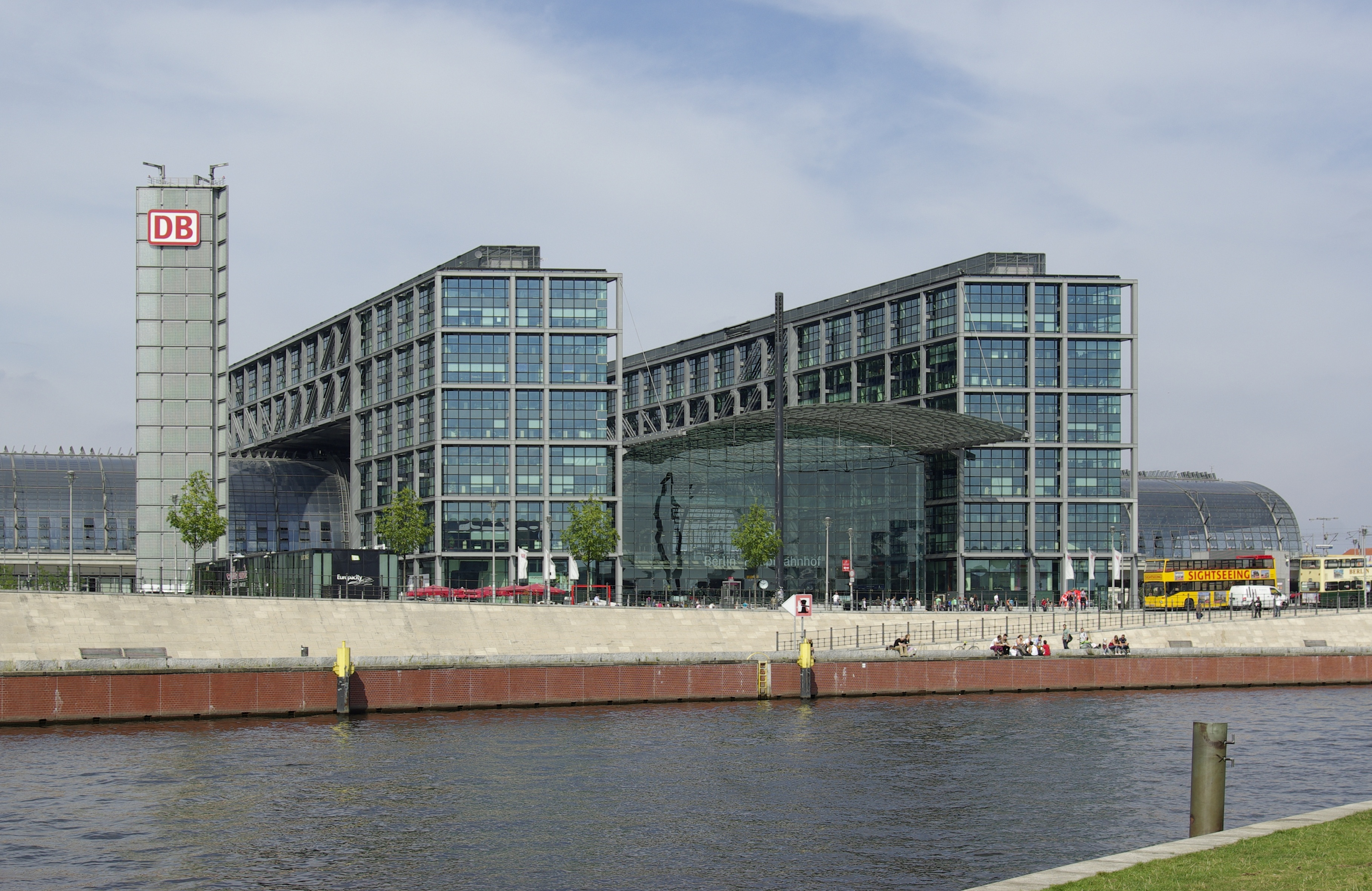
Berlin Hauptbahnhof.

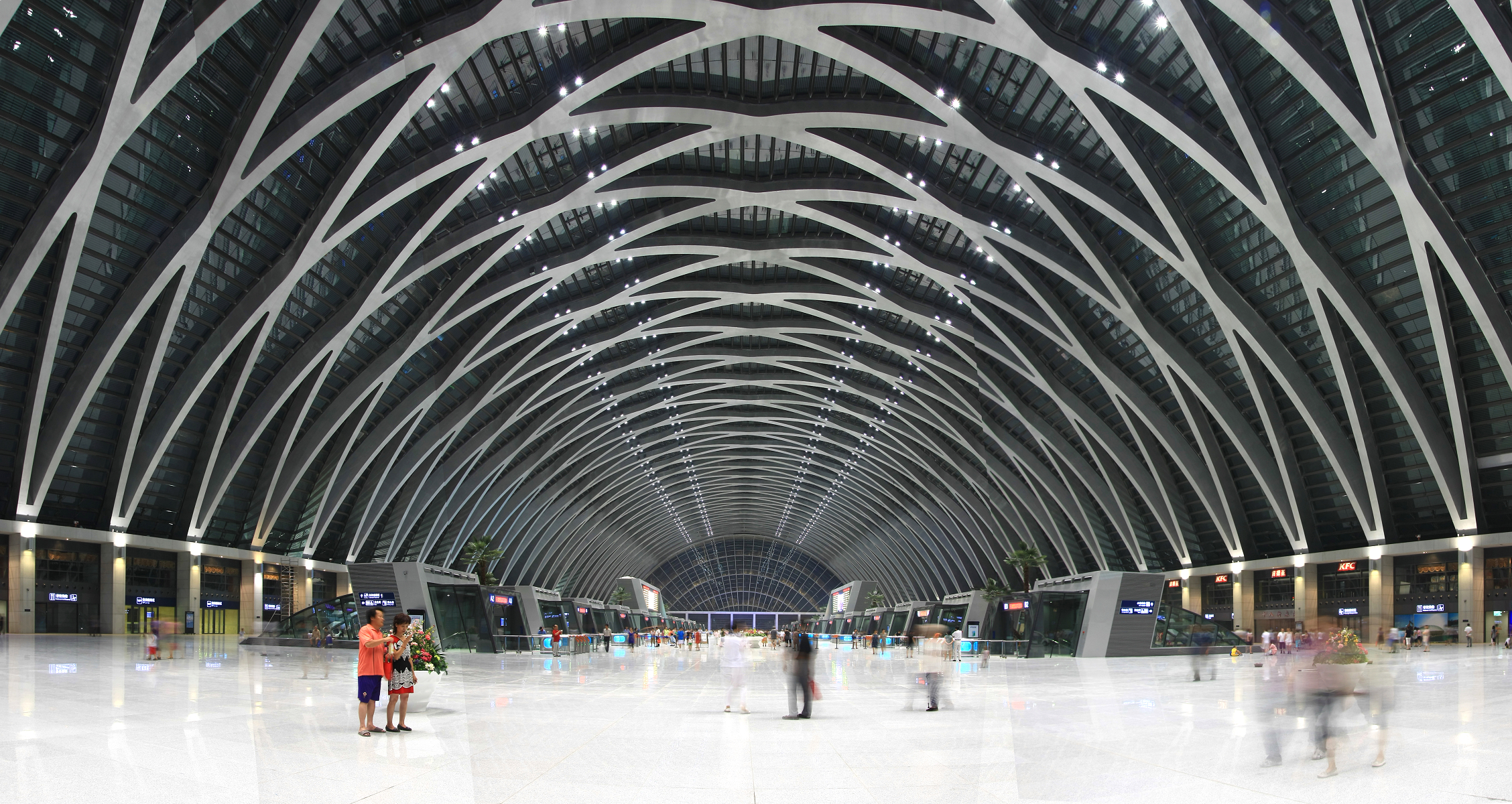
Gare de Tianjin-Ouest.

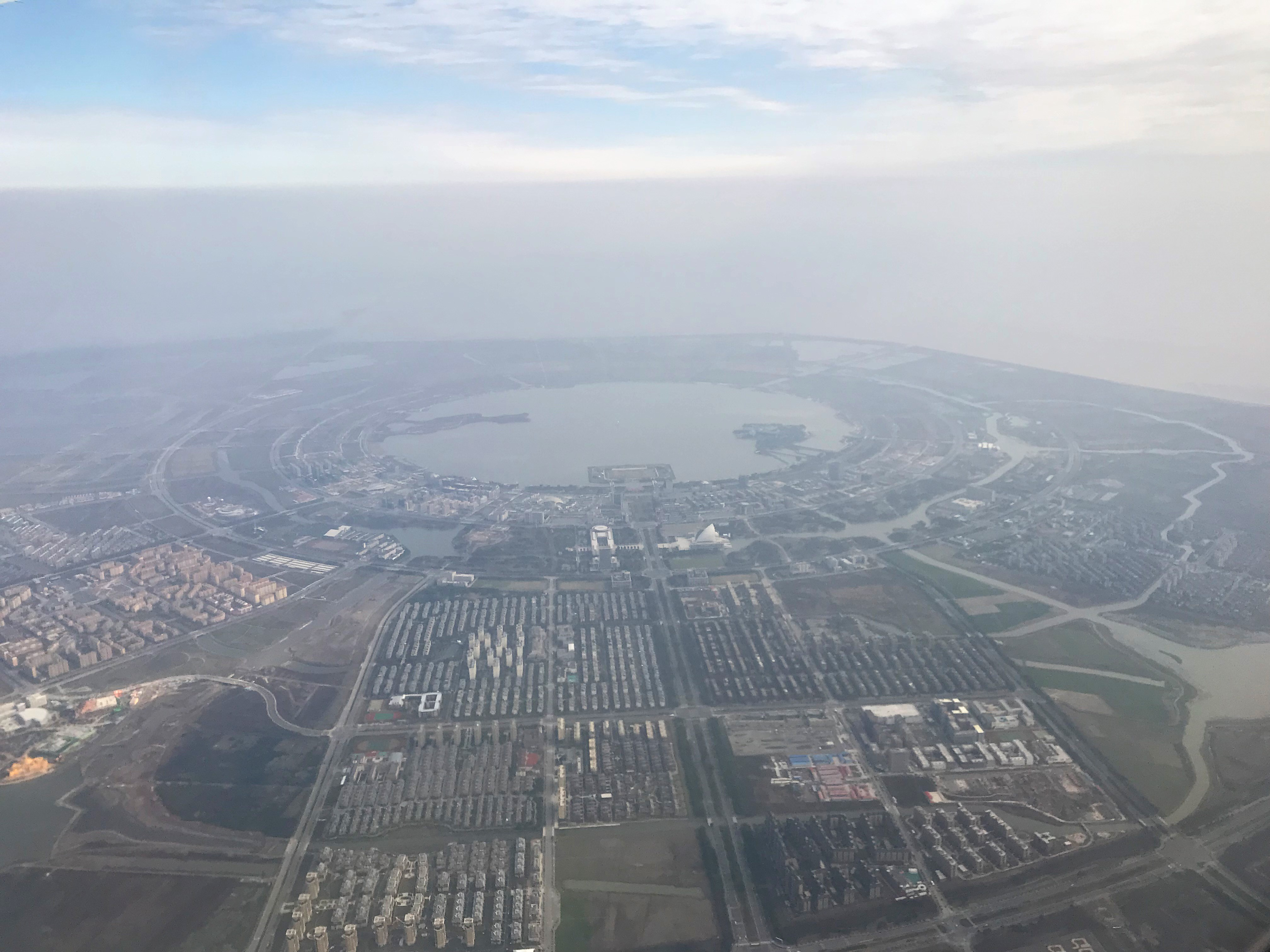
Vue aérienne sur la ville nouvelle de Nanhui.

Né en 1935 à Riga en Lettonie, Meinhard von Gerkan grandit dans une famille d'accueil à Hambourg après que son père a été tué sur le front oriental pendant la Seconde Guerre mondiale et que sa mère meurt peu après, alors qu'elle fuyait la Pologne en tant que réfugiée.
C'est l'un des architectes allemands les plus influents, un professeur d'université engagé et un critique avisé. Pendant plus de cinquante ans, il contribue de manière significative aux développements de l'architecture en Allemagne et bien au-delà.
Le 30 novembre 2022, Meinhard von Gerkan meurt à Hambourg à l'âge de 87 ans.